# لغة برمجة متعددة الاستخدامات
لغة البرمجة متنوعة الاستعمالات لغةُ برمجة لإنشاء برامج في مجموعة واسعة من مجالات التطبيقات؛ فهي ليست من لغات مجال خاص من التطبيقات (مثل: لغة وصف للصفحة فيها بيانات تُسهِّل على الصفحة كتابة نصوصها وإدارة صورها).
وأما لغة البرمجة الخاصة بمجالٍ، فهي لمجال خاص من التطبيقات.

## أمثلة على لغات برمجة متعددة الاستخدام
- أيدا
- لغة تجميع
- بيسيك
- سي / سي++
- سي #
- كوبول
- فورتران
- جافا
- لوا
- باسكال
- بي أل/أي
- أر بي جي
- بيرل
- بايك
- بايثون
- روبي
- تي سي إل